# Busseaut
Busseaut é uma comuna francesa na região administrativa da Borgonha-Franco-Condado, no departamento de Côte-d'Or. Estende-se por uma área de 10 km². Em 2010 a comuna tinha 50 habitantes (densidade: 5 hab./km²).